# Aviva British Grand Prix 2013
Aviva Birmingham Grand Prix 2013 – mityng lekkoatletyczny zaliczany do cyklu Diamentowej Ligi 2013, który odbył się 30 czerwca na Alexander Stadium w Birmingham.

## Rezultaty
Źródło:

### Mężczyźni
| Konkurencja:       | 1. miejsce          | Rezultat | 2. miejsce      | Rezultat | 3. miejsce      | Rezultat |
| 100 m              | Nesta Carter        | 9,99     | James Dasaolu   | 10,03    | Kim Collins     | 10,06    |
| 800 m              | Mohammed Aman       | 1:45,18  | André Olivier   | 1:45,64  | Andrew Osagie   | 1:45,80  |
| 5000 m             | Mohamed Farah       | 13:14,24 | Yenew Alamirew  | 13:14,71 | Hagos Gebrhiwet | 13:17,11 |
| 400 m przez płotki | Javier Culson       | 48,59    | Rhys Williams   | 48,93    | Michael Tinsley | 48,94    |
| Skok w dal         | Aleksandr Mieńkow   | 8,27 m   | Greg Rutherford | 8,11 m   | Chris Tomlinson | 7,97 m   |
| Trójskok           | Christian Taylor    | 17,66 m  | Teddy Tamgho    | 17,47 m  | Yoann Rapinier  | 16,88 m  |
| Skok wzwyż         | Bohdan Bondarenko   | 2,36 m   | Erik Kynard     | 2,34 m   | Robbie Grabarz  | 2,31 m   |
| pchnięcie kulą     | Reese Hoffa         | 21,31 m  | Ryan Whiting    | 20,89 m  | Ladislav Prášil | 20,76 m  |
| rzut oszczepem     | Andreas Thorkildsen | 83,94 m  | Ari Mannio      | 83,26 m  | Dmitrij Tarabin | 83,03 m  |

### Kobiety
| Konkurencja:          | 1. miejsce           | Rezultat | 2. miejsce              | Rezultat | 3. miejsce             | Rezultat |
| 200 m                 | Blessing Okagbare    | 22,55    | Shelly-Ann Fraser-Pryce | 22,72    | Iwet Łałowa            | 23,02    |
| 400 m                 | Christine Ohuruogu   | 50,03    | Amantle Montsho         | 50,64    | Novlene Williams-Mills | 50,87    |
| 1500 m                | Abeba Aregawi        | 4:03,70  | Nancy Langat            | 4:04,53  | Jekatierina Szarmina   | 4:04,55  |
| 3000 m z przeszkodami | Milcah Chemos Cheywa | 9:17,43  | Sofia Assefa            | 9:17,97  | Hiwot Ayalew           | 9:18,83  |
| 100 m przez płotki    | Dawn Harper          | 12,64    | Kellie Wells            | 12,67    | Tiffany Porter         | 12,72    |
| Skok o tyczce         | Yarisley Silva       | 4,73 m   | Fabiana Murer           | 4,63 m   | Jennifer Suhr          | 4,53 m   |
| rzut dyskiem          | Sandra Perković      | 64,32 m  | Gia Lewis-Smallwood     | 62,46 m  | Anna Rüh               | 62,14 m  |